# 田尾城
田尾城（たおじょう）は、徳島県三好市山城町岩戸にある日本の城跡。別名は多尾城、白地山城。三好市指定史跡。

## 概要
中世の山城で、南城と北城がある。
南北朝時代、池田城の小笠原義盛は南朝方として、北朝側の細川頼春と争うが利あらず、細川氏に服した。これに長男の小笠原頼清は従わず、讃岐国から侵攻してきた南朝の山岳武士集団・脇屋義助に呼応し、田尾城を築いて八ツ石城と連携して拠点とした。
天正5年(1577年)春、長宗我部元親の侵攻を防ぐため、白地城主であった大西覚養によって改修が行われ、弟である大西頼信(当時13歳)を城主とした。この際、城の正面が南城となる。
同年、長宗我部元親が率いる3000の軍勢が攻め寄せ、寺野武次が率いる300の兵で2日間に渡る力攻めに耐え元親を苦戦させるが、火攻めにより落城した。
現在城があった場所には城壁の狭間を復元したものや説明板があるが、当時の遺構はほとんど残っていない。